# Hygrophyt
Hygrophyten (wörtlich Feuchtpflanzen, aus griech.: ὑγρός hygros = ‚feucht‘ und φυτόν phyton = ‚Pflanze‘) sind Pflanzen, die aufgrund ihrer Physiologie und Morphologie auf Feuchtgebiete spezialisiert sind.
Sie zeichnen sich oftmals durch große, dünne Blätter aus, in denen sich besonders hervorgehobene Spaltöffnungen befinden. Diese exponierten Spaltöffnungen ermöglichen den Pflanzen eine starke Wasserabgabe durch Verdunstung (Transpiration). Wasserspalten (Hydathoden) ermöglichen es einigen Pflanzen, Wasser in Tropfenform auszuscheiden (Guttation), wenn die Luft mit Wasserdampf gesättigt und Transpiration nicht möglich ist.
Der Querschnitt eines typischen Hygrophytenblattes zeigt eine dünne äußere Zellschicht (Epidermis) mit ebenfalls dünner extrazellulärer Kutikula. Der Interzellularraum ist weit gestaltet. Die Blätter der Hygrophyten haben sogenannte lebende Haare (Trichome). Dies sind haarähnliche Blattstrukturen aus vitalen Pflanzenzellen, die die Oberfläche des Blattes zu vergrößern. Diese Bauart ermöglicht eine verstärkte Wasserabgabe an die Umwelt.
Ein Beispiel für einen Hygrophyten ist die Sumpfdotterblume.

## Nachweise
1. ↑  chungo.de: Blatt_2_Folie_Vertiefung.pdf (application/pdf-Objekt; 2,7 MB), Zugriff am 20. April 2011.